# Giulio Donati
Pour les articles homonymes, voir Donati.
Giulio Donati, né le 5 février 1990 à Pietrasanta en Italie, est un footballeur italien évoluant au poste d'arrière droit à l'AC Monza.

## Biographie

### En club
Formé à l'AS Lucchese, Giulio Donati est recruté par l'Inter Milan en 2008. Il fait ses débuts professionnels le 16 décembre 2009 en étant titularisé en huitième de finale de la coupe d'Italie face à l'AS Livourne (victoire 1-0).
Le 25 juin 2010, il est prêté à l'US Lecce. Il y fait ses débuts lors de la première journée de Serie A le 29 août 2010 en tant que titulaire face à l'AC Milan(défaite 4-0). Il participe cette saison à 14 rencontres de championnat et 2 de coupe.
La saison suivante, Giulio Donati est prêté au Calcio Padoue. Il débute en Serie B le 25 août 2011 lors de la première journée face à l'UC Sampdoria (match nul 2-2). Il apparaît 28 fois en championnat lors de cet exercice et deux fois en coupe d'Italie.
Le 30 août 2012, le défenseur est prêté à l'US Grosseto. Il y débute lors de la deuxième journée de Serie B, le 1er septembre 2012, en étant titularisé face à l'AS Cittadella (défaite 2-1).

### En sélection
Giulio Donati fait ses débuts le 28 avril 2010 avec l'équipe d'Italie des moins de 20 ans en match amical face à la Suisse en tant que titulaire (victoire 2-3).
Le 17 novembre 2010, il est sélectionné pour la première fois en équipe d'Italie espoirs par Ciro Ferrara lors d'un match amical face à la Turquie (victoire 2-1).
Il est sélectionné par Ciro Ferrara afin de participer avec l'Italie au tournoi de Toulon 2011. Après avoir été éliminés par la France en demi-finale, les espoirs italiens terminent troisièmes après leur victoire face au Mexique (match nul 1-1, victoire 6-5 aux tirs au but).

## Palmarès
Italie -20 ans
- Tournoi de Toulon
  - Troisième : 2011.

## Statistiques
| Saison                | Club                  | Championnat           | Championnat | Championnat | Coupe(s) nationale(s) | Coupe(s) nationale(s) | Compétition(s) continentale(s) | Compétition(s) continentale(s) | Compétition(s) continentale(s) | Total | Total |
| Saison                | Club                  | Division              | M.          | B.          | M.                    | B.                    | Comp.                          | M.                             | B.                             | M.    | B.    |
| 2009-2010             | Inter Milan           | Serie A               | -           | -           | 1                     | 0                     | C1                             | -                              | -                              | 1     | 0     |
| 2010-2011             | US Lecce (prêt)       | Serie A               | 14          | 0           | 2                     | 0                     | -                              | -                              | -                              | 16    | 0     |
| 2011-2012             | Calcio Padoue (prêt)  | Serie B               | 28          | 0           | 2                     | 0                     | -                              | -                              | -                              | 30    | 0     |
| 2012-2013             | US Grosseto (prêt)    | Serie B               | 27          | 0           | -                     | -                     | -                              | -                              | -                              | 27    | 0     |
| 2013-2014             | Bayer Leverkusen      | Bundesliga            | 23          | 0           | 4                     | 0                     | C1                             | 6                              | 0                              | 33    | 0     |
| 2014-2015             | Bayer Leverkusen      | Bundesliga            | 8           | 0           | 2                     | 0                     | C1                             | 6                              | 1                              | 16    | 1     |
| 2015-2016             | Bayer Leverkusen      | Bundesliga            | 12          | 0           | 2                     | 0                     | C1                             | 4                              | 0                              | 18    | 0     |
| 2015-2016             | FSV Mayence           | Bundesliga            | 11          | 0           | -                     | -                     | -                              | -                              | -                              | 11    | 0     |
| 2016-2017             | FSV Mayence           | Bundesliga            | 32          | 0           | 1                     | 0                     | C3                             | 4                              | 0                              | 37    | 0     |
| 2017-2018             | FSV Mayence           | Bundesliga            | 29          | 0           | 2                     | 0                     | -                              | -                              | -                              | 31    | 0     |
| Total sur la carrière | Total sur la carrière | Total sur la carrière | 184         | 0           | 16                    | 0                     | -                              | 20                             | 1                              | 220   | 1     |